# Pandora Peaks
Pandora Peaks (* 12. April 1964 in Atlanta, Georgia; eigentlich Stephanie Schick) ist eine ehemalige US-amerikanische Schauspielerin, Pornodarstellerin, Stripperin und Fotomodell. Die Aktrice mit künstlich vergrößerter Oberweite lebt in Atlanta, Georgia. Sie hat für nahezu 100 Männermagazine Modell gestanden, darunter für Playboy, Score und Gent.
Neben ihren Auftritten in Pornofilmen spielte Peaks unter ihrem Geburtsnamen Stephanie Schick Nebenrollen in dem Spielfilm Striptease sowie in dem 1991 erschienenen Thriller Do or Die. In den 1990er-Jahren war sie zudem Katalogmodell für den Bademodenhersteller Pango Pango Swimwear.
Pandora Peaks ist Hauptdarstellerin des nach ihr benannten und von dem Regisseur Russ Meyer produzierten Films. Der 72-minütige Film hat keine Dialoge und besteht im Wesentlichen aus Szenen, in denen sie sich entkleidet, unterlegt mit Texten, die von Peaks und Meyer gesprochen werden. Der im Jahre 2001 erschienene Streifen war Russ Meyers letzter Film.
Die CybOrgasMatrix, eine „anatomisch korrekte“ Sex-Puppe, ist nach einem Abdruck ihres Körpers geformt worden.